# 2008年シンガポールグランプリ
2008年シンガポールグランプリは、2008年F1世界選手権第15戦として、2008年9月26日から9月28日にシンガポール市街地コースで開催された。正式名称は2008 FORMULA1 SingTel Singapore Grand Prix。
このグランプリはF1世界選手権が1950年に始まってから数えて、800レース目となる。またF1史上初のナイトレースとして開催された。

## 予選

### 展開

#### Q1
Q1のトップタイムは、フェラーリのキミ・ライコネンでソフト側タイヤで1'44.282をマーク。マクラーレン・メルセデスのヘイッキ・コバライネンがハード側タイヤでわずか0.029秒差の2番手、ルイス・ハミルトン3番手、フェリペ・マッサ4番手の上位4台で抜けていく。Q1の終了が迫る中、レッドブルのデビッド・クルサードは15番手以内に滑り込んだ。ルノーのネルソン・ピケJr.、トロ・ロッソのセバスチャン・ブルデー、ホンダのルーベンス・バリチェロ、フォース・インディアの2台がQ1で姿を消している。

#### Q2
Q2が始まると、フリー走行2とフリー走行3でトップタイムを記録していた、ルノーのフェルナンド・アロンソにトラブルが発生。タイムが残せないまま終わってしまった。フェラーリはマッサが1'44.014で暫定トップに躍り出ると、ライコネンも1'44.232でQ3進出を確実なものとする。一方のマクラーレンは、最初のアタックでは上位10台に入れず、再度コースイン。コバライネンが2番手に飛び込むが、ハミルトンは辛うじて8番手タイムを記録する。この後、トヨタのティモ・グロックが自己ベストを更新し、さらにウィリアムズの中嶋一貴が初のQ3進出を決めたため、ハミルトンは10番手に後退する。以降のマシンはハミルトンのタイムを上回らず、ハミルトンは脱落ぎりぎりの10番手でQ3へ進出。ここで脱落したのはトヨタのヤルノ・トゥルーリ、ホンダのジェンソン・バトン、レッドブルの2台、アロンソとなった。

#### Q3
Q3がスタートし、最初のアタックではマッサが1'45.491でトップ、ハミルトンは1'45.638で2番手、ライコネンが1'46.037で3番手と並ぶ。この3台はハード側タイヤでアタックに臨んだが、ソフト側タイヤのコバライネンは10番手。各車最後のアタックに入り、ライコネンは1'45.617で2番手となるが、直後にハミルトンが1'45.465のトップタイムをマーク。しかしその後方からマッサがハミルトンをも上回り、1'44.801とQ3唯一の1分44秒台を叩き出す。ハミルトンに0.664秒の差をつけてQ3が終了した。記念すべきF1史上初のナイトレース、最初のポールポジションは、マッサが獲得した。マッサのポールポジションは第12戦ヨーロッパGP以来3戦ぶり今季5回目、通算14回目。フェラーリは今季7回目のポールポジション。ハミルトンが2番手、ライコネンが3番手だった。

### 結果
| 順位 | No | ドライバー               | コンストラクター                 | Q1       | Q2       | Q3       | グリッド |
| ---- | -- | ------------------------ | -------------------------------- | -------- | -------- | -------- | -------- |
| 1    | 2  | フェリペ・マッサ         | フェラーリ                       | 1'44.519 | 1'44.014 | 1'44.801 | 1        |
| 2    | 22 | ルイス・ハミルトン       | マクラーレン・メルセデス         | 1'44.501 | 1'44.932 | 1'45.465 | 2        |
| 3    | 1  | キミ・ライコネン         | フェラーリ                       | 1'44.282 | 1'44.232 | 1'45.617 | 3        |
| 4    | 4  | ロバート・クビサ         | BMWザウバー                      | 1'44.740 | 1'44.519 | 1'45.779 | 4        |
| 5    | 23 | ヘイッキ・コバライネン   | マクラーレン・メルセデス         | 1'44.311 | 1'44.207 | 1'45.873 | 5        |
| 6    | 3  | ニック・ハイドフェルド   | BMWザウバー                      | 1'45.548 | 1'44.520 | 1'45.964 | 9        |
| 7    | 15 | セバスチャン・ベッテル   | トロ・ロッソ・フェラーリ         | 1'45.042 | 1'44.261 | 1'46.244 | 6        |
| 8    | 12 | ティモ・グロック         | トヨタ                           | 1'45.184 | 1'44.441 | 1'46.328 | 7        |
| 9    | 7  | ニコ・ロズベルグ         | ウィリアムズ・トヨタ             | 1'45.103 | 1'44.429 | 1'46.611 | 8        |
| 10   | 8  | 中嶋一貴                 | ウィリアムズ・トヨタ             | 1'45.127 | 1'44.826 | 1'47.547 | 10       |
| 11   | 11 | ヤルノ・トゥルーリ       | トヨタ                           | 1'45.642 | 1'45.038 |          | 11       |
| 12   | 16 | ジェンソン・バトン       | ホンダ                           | 1'45.660 | 1'45.133 | 12       |          |
| 13   | 10 | マーク・ウェバー         | レッドブル・ルノー               | 1'45.493 | 1'45.212 | 13       |          |
| 14   | 9  | デビッド・クルサード     | レッドブル・ルノー               | 1'46.028 | 1'45.298 | 14       |          |
| 15   | 5  | フェルナンド・アロンソ   | ルノー                           | 1:44.971 | No time  | 15       |          |
| 16   | 6  | ネルソン・ピケJr.        | ルノー                           | 1:46.037 |          | 16       |          |
| 17   | 14 | セバスチャン・ブルデー   | トロ・ロッソ・フェラーリ         | 1'46.389 | 17       |          |          |
| 18   | 17 | ルーベンス・バリチェロ   | ホンダ                           | 1'46.583 | 18       |          |          |
| 19   | 20 | エイドリアン・スーティル | フォース・インディア・フェラーリ | 1'47.940 | 19       |          |          |
| 20   | 21 | ジャンカルロ・フィジケラ | フォース・インディア・フェラーリ | No time  | 20       |          |          |

- Car No.3 は予選Q1中にCar No.17 の走行を妨害したとして3グリッド降格ペナルティ

## 決勝
- Car No.21はピットレーンスタートを選択

### 展開

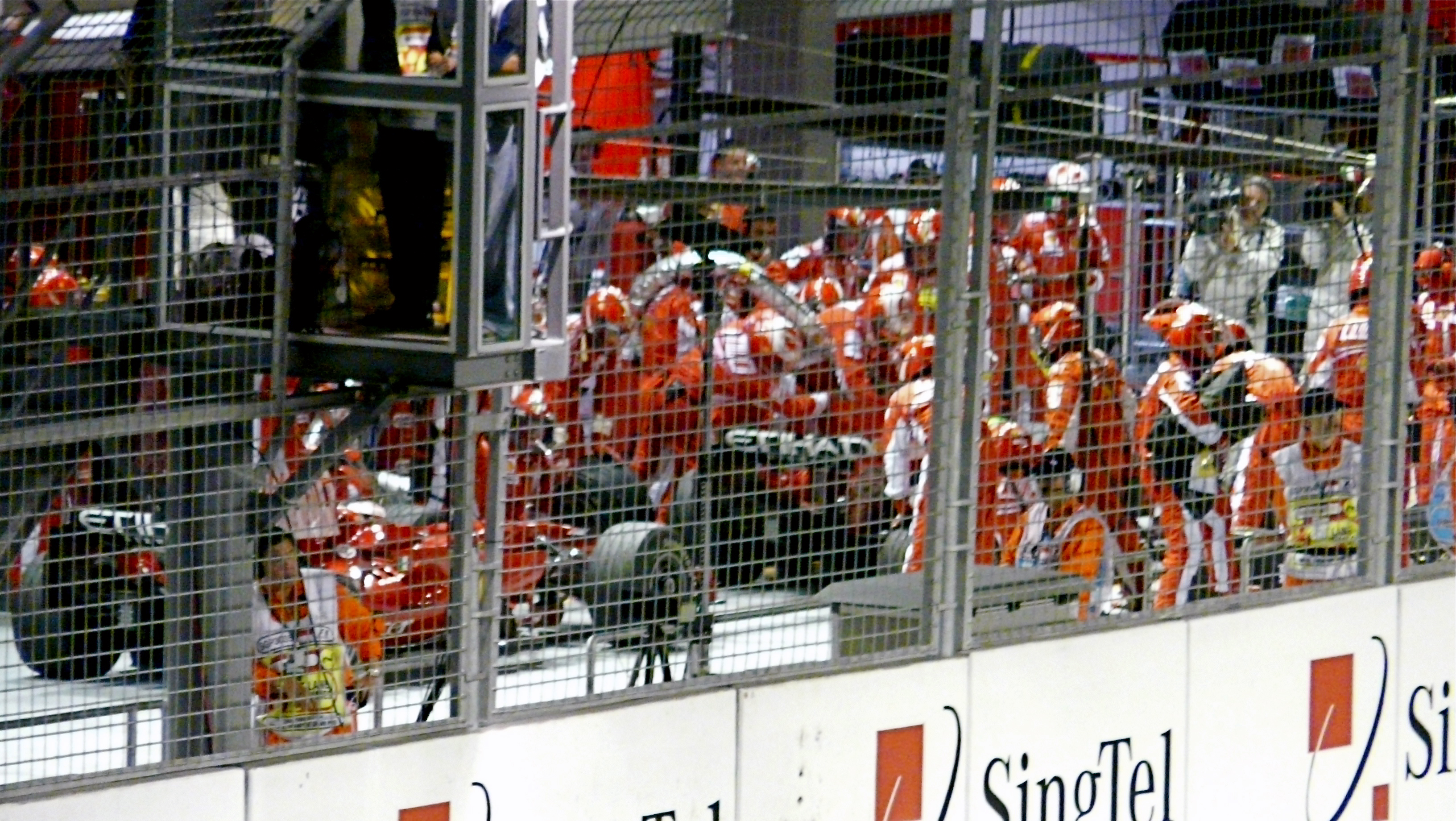
マッサの1回目のピットイン。後ろにいるのはライコネン。

ニック・ハイドフェルドは予選Q1中にルーベンス・バリチェロの走行を妨害したとして3グリッド降格ペナルティ。ジャンカルロ・フィジケラはピットレーンスタートとなった。
スタートはクラッシュもなく、クリーンなスタートとなった。序盤は9番手の、1ストップ作戦を選んだトゥルーリのペースが非常に遅く、またオーバーテイクがしにくいコースの特徴もあり、8番手のハイドフェルドと以降のマシンの差がかなり開いた。
13周目、ピケがターン17でクラッシュ、その影響でセーフティカーが導入された。14周目は隊列走行中に、バリチェロがコース上でストップしてしまった。17周目にピットレーンがオープンとなり、各車がピットへと入っていった。1位を走行していたドライバーズランキング2位のマッサのピット作業で、信号（フェラーリはロリポップの代わりに独自の信号システムを採用している。）を変える担当メカニックのミスで、マッサが給油ホースが抜けていないにもかかわらず、スタートしてしまったため、給油ホースが引きちぎれた。その結果ピットロード出口手前で停止し、メカニックがホースを抜きに来るまで待たなければならず、かなりのタイムロスをしてしまった。また、ピットからスタートするときに、エイドリアン・スーティルの進路を妨害したとして、ドライブスルーペナルティを受けてしまった。また、ニコ・ロズベルグとロバート・クビサとバリチェロには、ピットレーンがオープンとなる前に給油作業をしたとして、10秒ストップペナルティが科された。

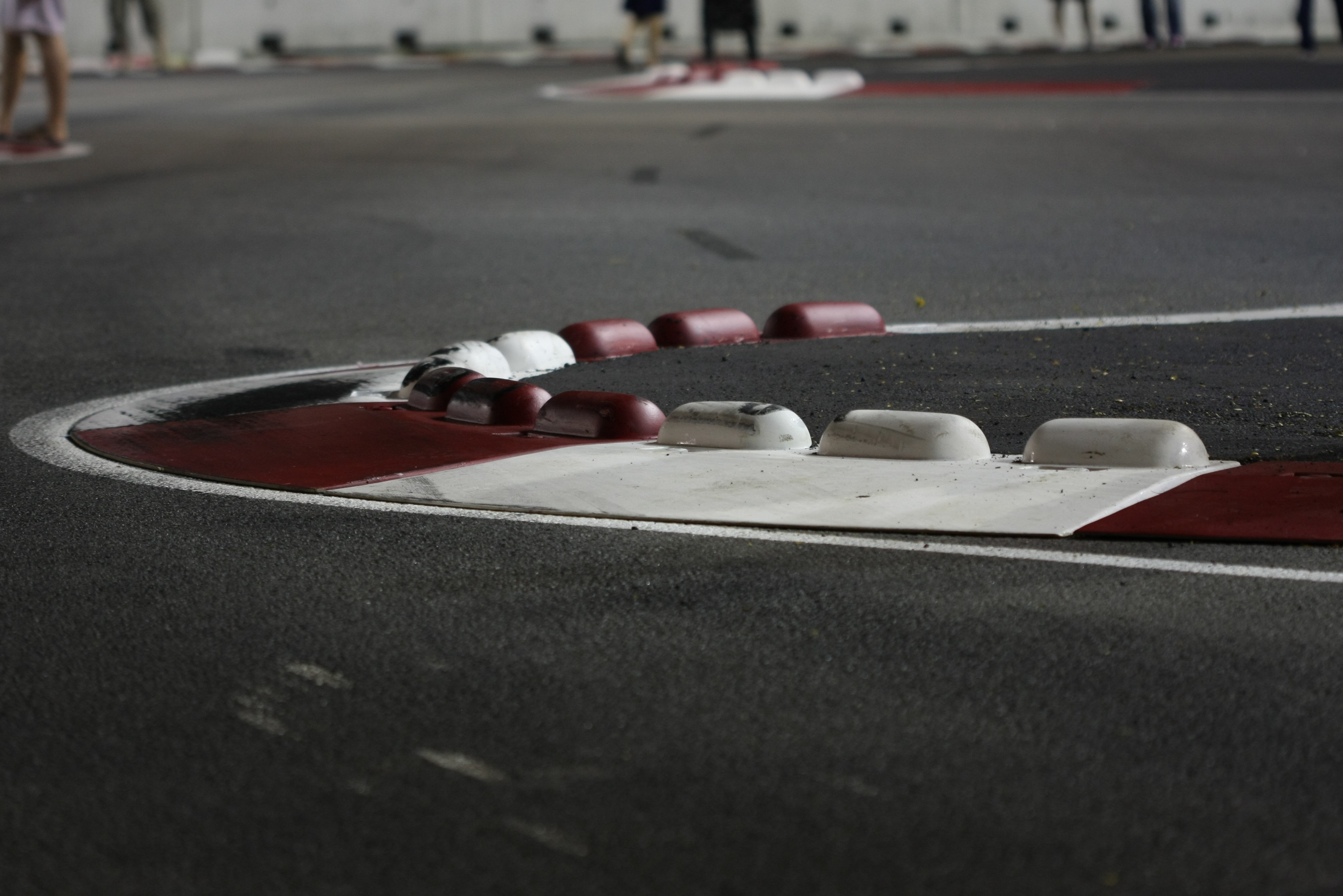
10コーナー1つ目の縁石

リスタート時の順位は1位ロズベルグ、2位トゥルーリ、3位は15番手スタートのアロンソだった。
その後、ロズベルグがペナルティを消化、トゥルーリが33周目に1回目のピットインをすると、1位はアロンソへと変わった。
50周目、18コーナーでスピンしていたマッサがコースに戻った直後、スーティルがそこに突っ込んでしまいリタイア、そして、2度目のセーフティカーが導入された。
残り4周となった57周目、10コーナーで縁石にひっかけてしまったライコネンがその先のウォールに激突しリタイア。
優勝したのは、土曜日の予選でアタックを失敗したアロンソだった。2位にはロズベルグ、3位にはハミルトンが続いた。
6位で完走したハイドフェルドはこのレースで25連続完走を達成し、決勝連続完走の新記録を樹立した。

### 結果
| 順位 | No | ドライバー               | コンストラクター                 | 周回 | タイム／リタイヤ   | グリッド | ポイント |
| ---- | -- | ------------------------ | -------------------------------- | ---- | ------------------ | -------- | -------- |
| 1    | 5  | フェルナンド・アロンソ   | ルノー                           | 61   | 1:57'16.304        | 15       | 10       |
| 2    | 7  | ニコ・ロズベルグ         | ウィリアムズ・トヨタ             | 61   | +2.957             | 8        | 8        |
| 3    | 22 | ルイス・ハミルトン       | マクラーレン・メルセデス         | 61   | +5.917             | 2        | 6        |
| 4    | 12 | ティモ・グロック         | トヨタ                           | 61   | +8.155             | 7        | 5        |
| 5    | 15 | セバスチャン・ベッテル   | トロ・ロッソ・フェラーリ         | 61   | +10.268            | 6        | 4        |
| 6    | 3  | ニック・ハイドフェルド   | BMWザウバー                      | 61   | +11.101            | 9        | 3        |
| 7    | 9  | デビッド・クルサード     | レッドブル・ルノー               | 61   | +16.387            | 14       | 2        |
| 8    | 8  | 中嶋一貴                 | ウィリアムズ・トヨタ             | 61   | +18.489            | 10       | 1        |
| 9    | 16 | ジェンソン・バトン       | ホンダ                           | 61   | +19.885            | 12       |          |
| 10   | 23 | ヘイッキ・コバライネン   | マクラーレン・メルセデス         | 61   | +26.902            | 5        |          |
| 11   | 4  | ロバート・クビサ         | BMWザウバー                      | 61   | +27.975            | 4        |          |
| 12   | 14 | セバスチャン・ブルデー   | トロ・ロッソ・フェラーリ         | 61   | +29.432            | 17       |          |
| 13   | 2  | フェリペ・マッサ         | フェラーリ                       | 61   | +35.170            | 1        |          |
| 14   | 21 | ジャンカルロ・フィジケラ | フォース・インディア・フェラーリ | 61   | +43.571            | Pit      |          |
| 15   | 1  | キミ・ライコネン         | フェラーリ                       | 57   | アクシデント       | 3        |          |
| Ret  | 11 | ヤルノ・トゥルーリ       | トヨタ                           | 50   | 油圧系             | 11       |          |
| Ret  | 20 | エイドリアン・スーティル | フォース・インディア・フェラーリ | 49   | アクシデント       | 19       |          |
| Ret  | 10 | マーク・ウェバー         | レッドブル・ルノー               | 29   | トランスミッション | 13       |          |
| Ret  | 17 | ルーベンス・バリチェロ   | ホンダ                           | 14   | エンジン           | 18       |          |
| Ret  | 6  | ネルソン・ピケJr.        | ルノー                           | 13   | アクシデント       | 16       |          |

## レース終了後
2009年シーズン途中でルノーを解雇されたネルソン・ピケがこのレースの13周目にクラッシュしたが、それがチームの指示によるものであるという情報をブラジルのテレビ局であるGlobo TVが得た。そのクラッシュが、チームメイトのアロンソの優勝に大きく関わっているのではという噂が流れ、やがて様々な状況証拠から事態を重くみたFIAが調査に乗り出す結果となった。
（※：通称、クラッシュゲート）
2009年9月16日、ルノーはピケのクラッシュがチームによって指示された意図的なものであったことを認め、マネージングディレクターのフラビオ・ブリアトーレ、エンジニアリングディレクターのパット・シモンズの離脱を発表した。また9月21日にフラビオ・ブリアトーレには永久追放処分を、パット・シモンズには5年間の資格停止処分が下った。
2023年、当時のF1最高責任者であったバーニー・エクレストンは、インタビューに対して自身と当時のFIA会長であるマックス・モズレーは、2008年中に既にこのクラッシュの真相を知っていたと認め、規則に照らし合わせれば、シンガポールでのレースを除外すべきだったと発言。この発言を受け、このレースで13位に終わったのが痛手となり、2008年のドライバーズタイトルを逃したマッサは、国際自動車連盟（FIA）、フォーミュラ・ワン・マネジメント（FOM）、エクレストンを相手取り、ロンドン高等裁判所に損害賠償を求める提訴を起こしている。